# Ауровертин
Ауровертин — группа антибиотиков, по химической структуре принадлежащих к полиеновым пиронам. Мощный ингибитор окислительного фосфорилирования в митохондриях. 

## Получение
Источник ауровертина E и ауровертина B — ткани мицелия и культуральная жидкость базидиомицета Albatrellus confluens.

## Применение
Впервые предложил использовать его для исследования функций митохондрий Генри Ларди (Henry Lardy).